# Heinrich Eduard Gruner

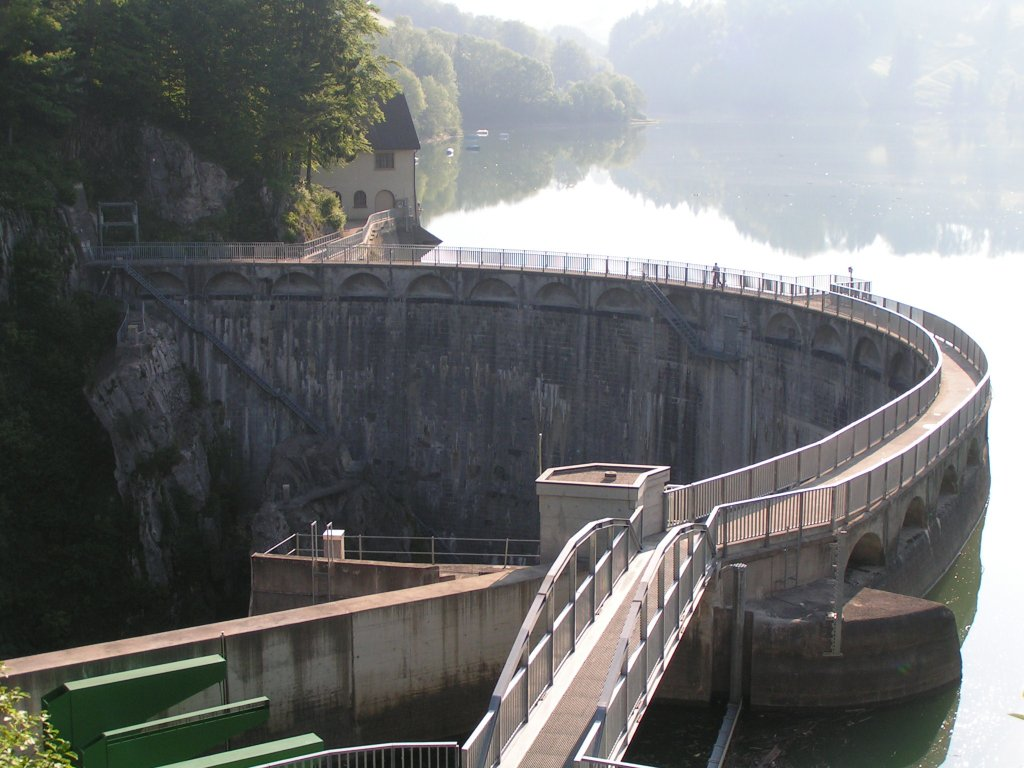
Staumauer des Lac de Montsalvens

Heinrich Eduard Gruner  (* 8. Februar 1873 in Basel; † 28. November 1947 ebenda) war ein Schweizer Bauingenieur, bekannt für die Konstruktion von Wasserkraftwerken und der ersten europäischen Bogenstaumauer am Lac de Montsalvens.

## Leben

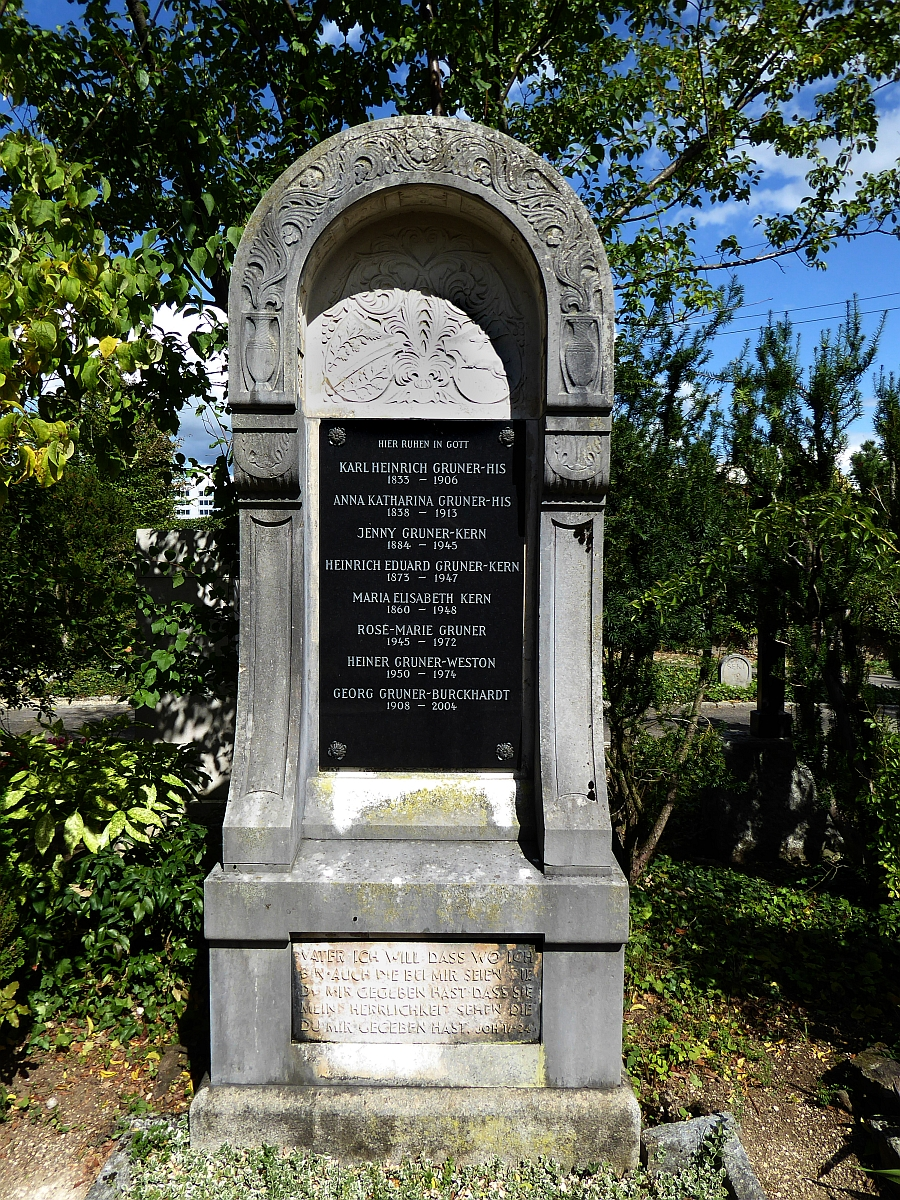
Grab auf dem Friedhof Wolfgottesacker, Basel

Heinrich Eduard Gruner war der Sohn des Bauingenieurs Heinrich Gruner (1833–1906). Er studierte von 1891 bis 1897 (mit zwei Jahren Unterbrechung) unter anderem Bauingenieurwesen an der ETH Zürich. Nach Reisen durch Europa und die USA war er 1904/5 technischer Direktor bei der Basler Baugesellschaft. Danach hatte er in Basel ein eigenes Ingenieurbüro (die heutige Gruner AG).
1908 bis 1913 plante er das Kraftwerk Laufenburg, 1918 bis 1921 folgte (unterstützt durch Alfred Stucky, der in seinem Büro angestellt war) die Bogenstaumauer am Lac de Montsalvens. 1929 bis 1934 plante er das Kraftwerk Albbruck-Dogern am Rhein. 
Er initiierte die Gründung der Versuchsanstalt für Wasserbau der ETH Zürich, die ihn 1930 mit einem Ehrendoktorat auszeichnete. Er gründete die Schweizer Talsperrenkommission, der unter anderem Max Ritter und Alfred Stucky angehörten. Er war auch in der Kommission zur zweiten Erhöhung des Assuan-Staudamms.
Seit 1894 war er mit Jenny Kern verheiratet. 1933 wurde er Ehrenbürger von Albbruck. Seine Söhne Eduard Gruner und Georg Gruner (1908–2004) wurden ebenfalls Bauingenieure.